# Trichopodus
Trichopodus – rodzaj słodkowodnych ryb okoniokształtnych z rodziny guramiowatych (Osphronemidae).

## Taksonomia
Rodzaj Trichopodus został ustanowiony przez Lacépède w czasach, gdy nie było jeszcze wymagane określenie typu nomenklatorycznego nowego taksonu. Początkowo obejmował 2 gatunki: opisanego przez Lacépède'a T. mentum oraz, znanego już wcześniej, Labrus trichopterus. W 1831 roku Cuvier zaliczył do Trichopodus tylko jeden gatunek – Labrus trichopterus, a nazwę Trichogaster uznał za synonim dla Trichopodus. W wyniku dalszych analiz taksonomicznych (synonim Trichogaster został podniesiony do rangi rodzaju) oraz zmian w Międzynarodowym Kodeksie Nomenklatury Zoologicznej gatunkiem typowym rodzaju Trichopodus uznany został Labrus trichopterus, a typem nomenklatorycznym rodzaju Trichogaster jest T. fasciata.

## Opis
Mają tułów silnie bocznie ścieśniony, z owalnym konturem, a drugi promień płetw brzusznych tworzy długą wić służącą jako dodatkowy narząd zmysłu dotyku.

## Klasyfikacja
Gatunki zaliczane do tego rodzaju:
- Trichopodus cantoris
- Trichopodus leerii – gurami mozaikowy[3]
- Trichopodus microlepis – gurami drobnołuski[3], gurami księżycowy[4]
- Trichopodus pectoralis – gurami syjamski[3],[5]
- Trichopodus trichopterus – gurami dwuplamisty[6], gurami dwuplamy[potrzebny przypis]

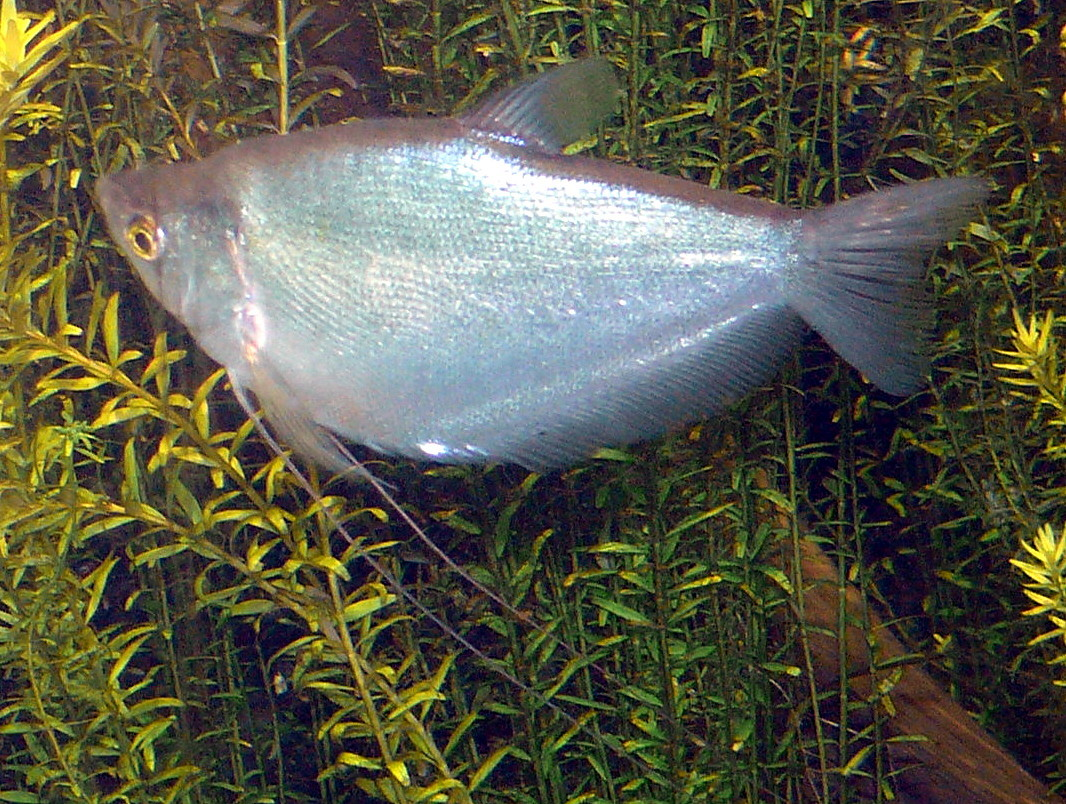
Trichopodus microlepis
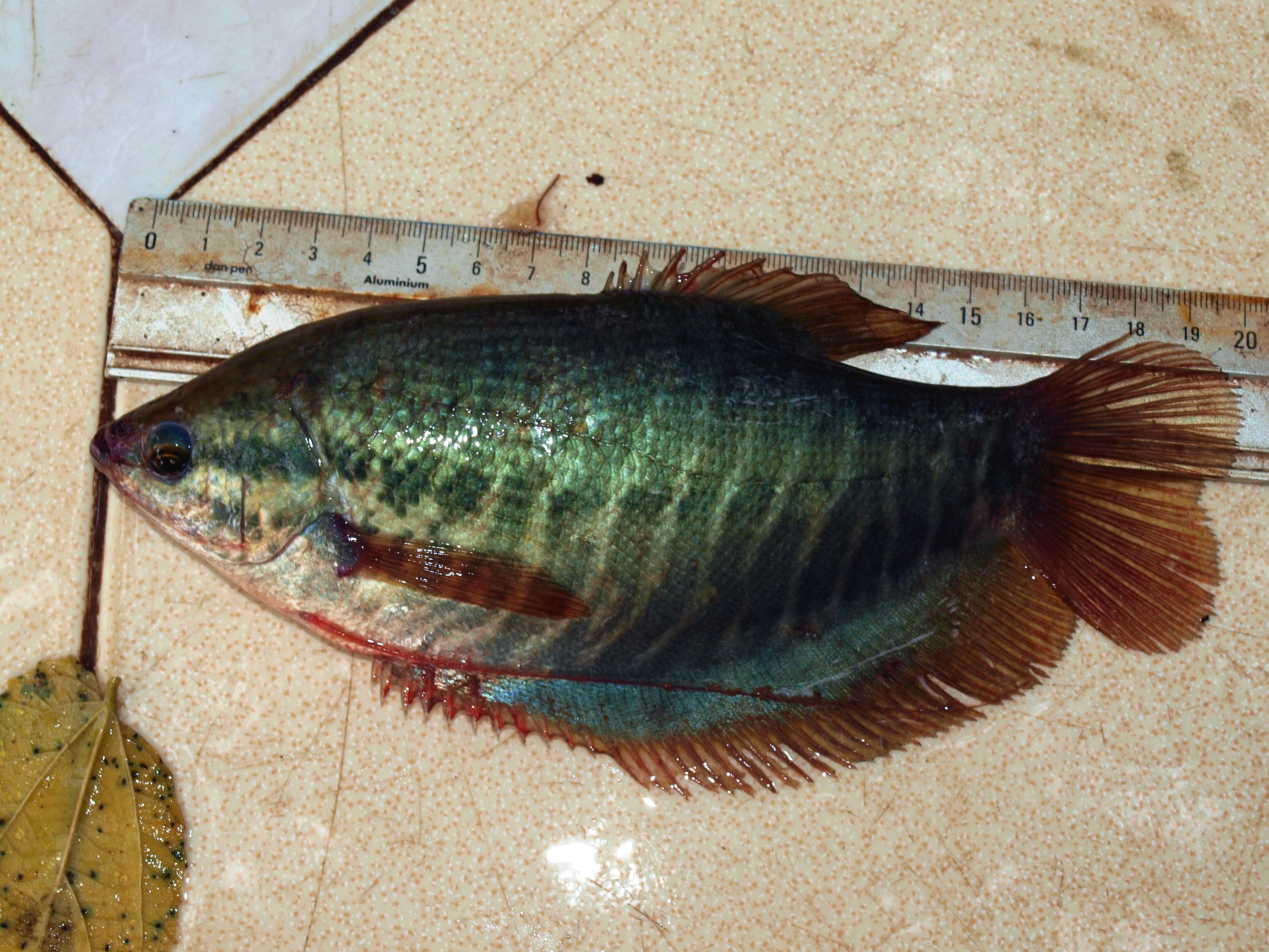
Trichopodus pectoralis
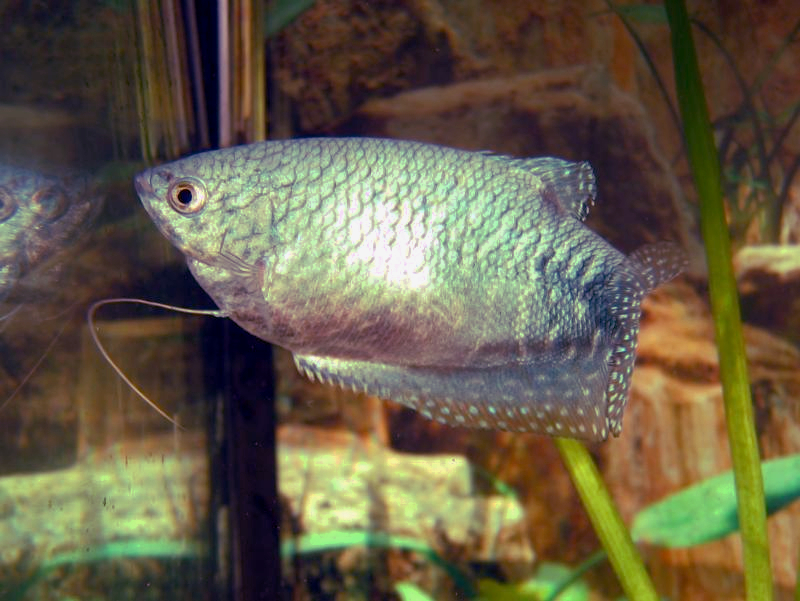
Trichopodus trichopterus